# Hugo Gressmann
Hugo Gressmann, född 27 mars 1877, död 7 april 1927, var en tysk teolog.
Gressmann blev professor i Gamla Testamentets exegetik i Berlin och var föreståndare för Institutum Judaicum 1925-1927. Han gjorde sig mycket förtjänt om utforskningen av den israelitiska och judiska religionen i dess samband med den religionshistoriska miljön. Av Gressmanns skrifter märks de postuma Der Messias (1929) och Die orientalischen Religionen im hellenistisch-römischen Zeitalter (1930). Gressmann bearbetade dessutom flera band av kommentarsverket Die schriften des Alten Testaments in Auswahl (1909, 2:a upplagan 1927) och Zeitschrift für alttestamentliche Wissenschaft (1924-27).